# Fresnoy-lès-Roye
Fresnoy-lès-Roye és un municipi francès situat al departament del Somme i a la regió dels Alts de França. L'any 2007 tenia 311 habitants.

## Demografia

### Població
El 2007 la població de fet de Fresnoy-lès-Roye era de 311 persones. Hi havia 108 famílies de les quals 16 eren unipersonals (4 homes vivint sols i 12 dones vivint soles), 44 parelles sense fills, 44 parelles amb fills i 4 famílies monoparentals amb fills.
La població ha evolucionat segons el següent gràfic:
Habitants censats

### Habitatges

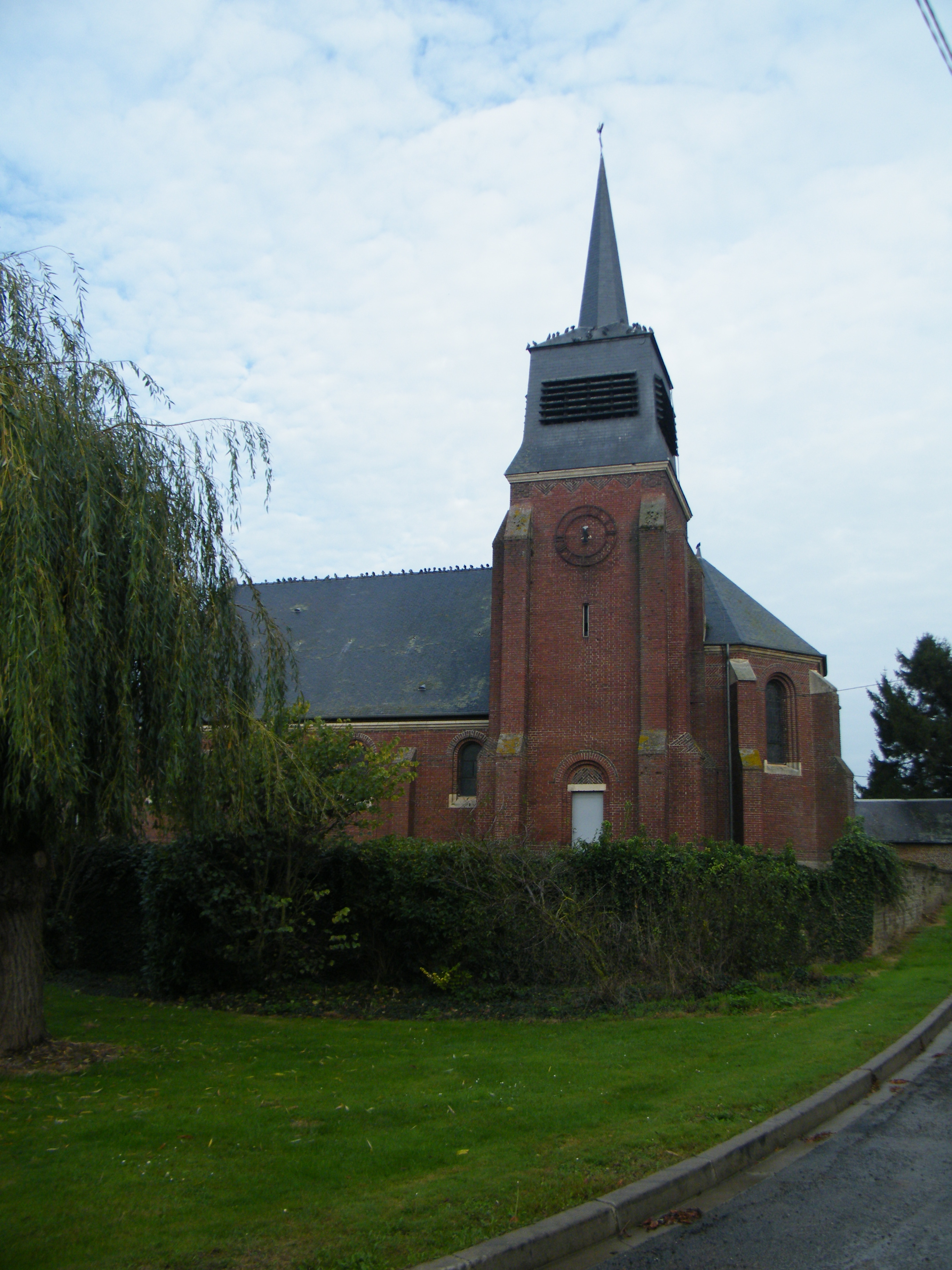

El 2007 hi havia 129 habitatges, 115 eren l'habitatge principal de la família, 8 eren segones residències i 6 estaven desocupats. Tots els 128 habitatges eren cases. Dels 115 habitatges principals, 99 estaven ocupats pels seus propietaris, 13 estaven llogats i ocupats pels llogaters i 3 estaven cedits a títol gratuït; 3 tenien dues cambres, 11 en tenien tres, 29 en tenien quatre i 72 en tenien cinc o més. 102 habitatges disposaven pel capbaix d'una plaça de pàrquing. A 56 habitatges hi havia un automòbil i a 46 n'hi havia dos o més.

### Piràmide de població

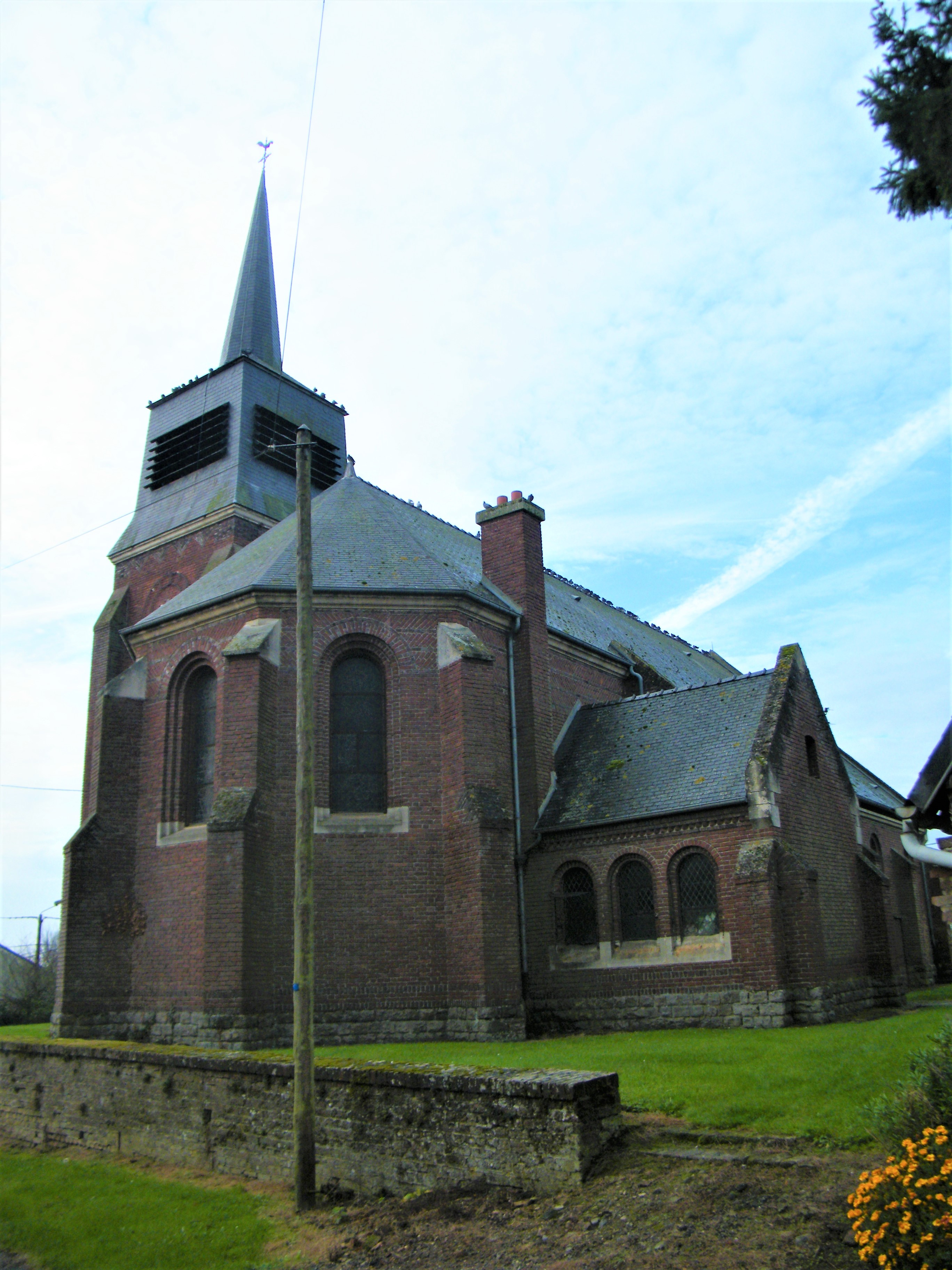

La piràmide de població per edats i sexe el 2009 era:
| Homes | Edats   | Dones |
| ----- | ------- | ----- |
| 0     | 95 o +  | 0     |
| 0     | 90 a 94 | 0     |
| 0     | 85 a 89 | 4     |
| 0     | 80 a 84 | 0     |
| 0     | 75 a 79 | 8     |
| 8     | 70 a 74 | 4     |
| 12    | 65 a 69 | 12    |
| 0     | 60 a 64 | 0     |
| 12    | 55 a 59 | 8     |
| 8     | 50 a 54 | 20    |
| 16    | 45 a 49 | 0     |
| 0     | 40 a 44 | 16    |
| 8     | 35 a 39 | 8     |
| 28    | 30 a 34 | 12    |
| 8     | 25 a 29 | 8     |
| 8     | 20 a 24 | 0     |
| 8     | 15 a 19 | 8     |
| 16    | 10 a 14 | 4     |
| 20    | 5 a 9   | 8     |
| 4     | 0 a 4   | 12    |

## Economia

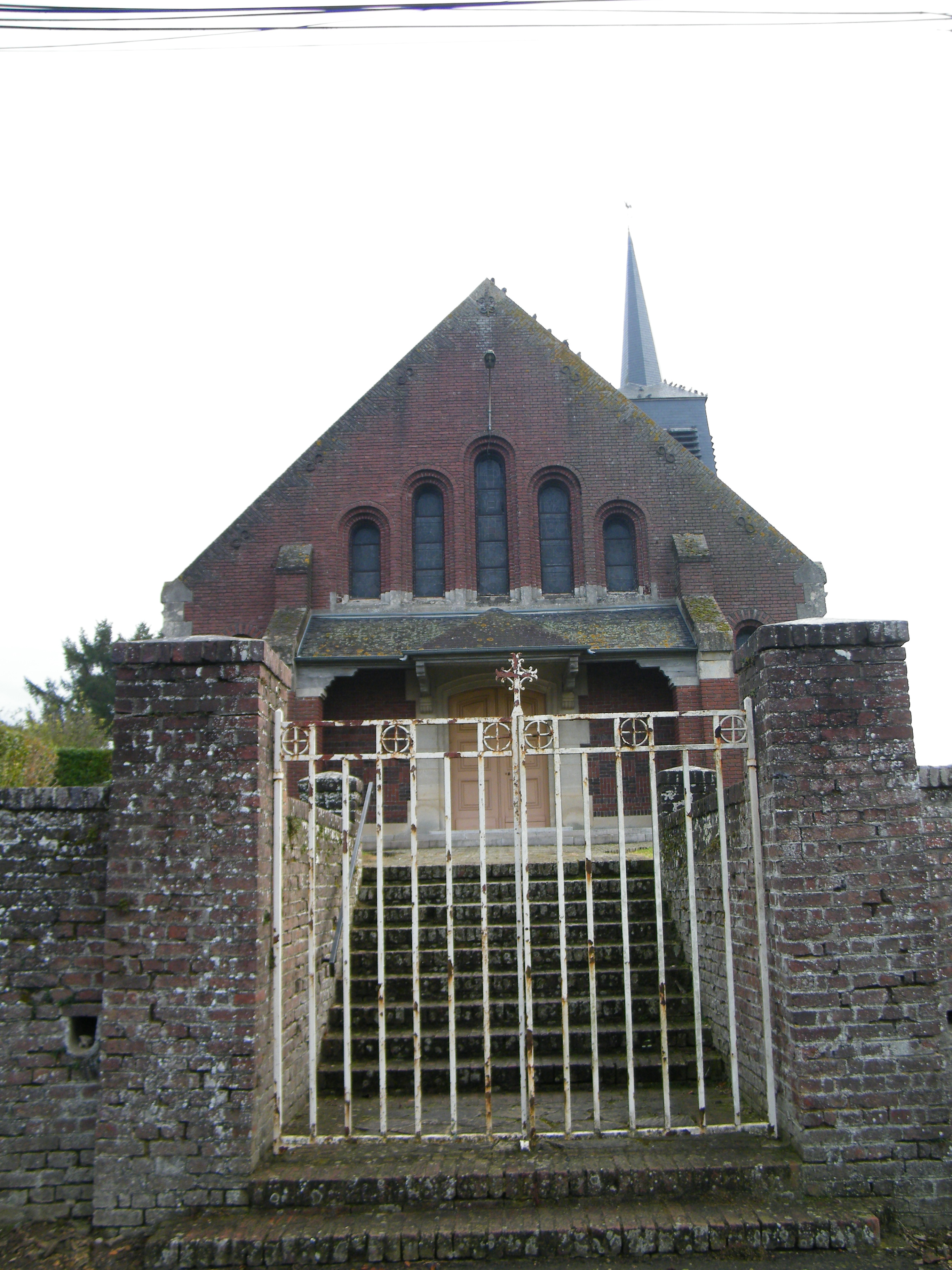

El 2007 la població en edat de treballar era de 198 persones, 138 eren actives i 60 eren inactives. De les 138 persones actives 122 estaven ocupades (69 homes i 53 dones) i 16 estaven aturades (9 homes i 7 dones). De les 60 persones inactives 24 estaven jubilades, 14 estaven estudiant i 22 estaven classificades com a «altres inactius».

### Ingressos
El 2009 a Fresnoy-lès-Roye hi havia 111 unitats fiscals que integraven 311,5 persones, la mediana anual d'ingressos fiscals per persona era de 19.823 €.

### Activitats econòmiques
Dels 8 establiments que hi havia el 2007, 1 era d'una empresa de construcció, 3 d'empreses de comerç i reparació d'automòbils, 2 d'empreses de transport, 1 d'una empresa immobiliària i 1 d'una empresa de serveis.
L'any 2000 a Fresnoy-lès-Roye hi havia 11 explotacions agrícoles que ocupaven un total de 840 hectàrees.

## Poblacions més properes

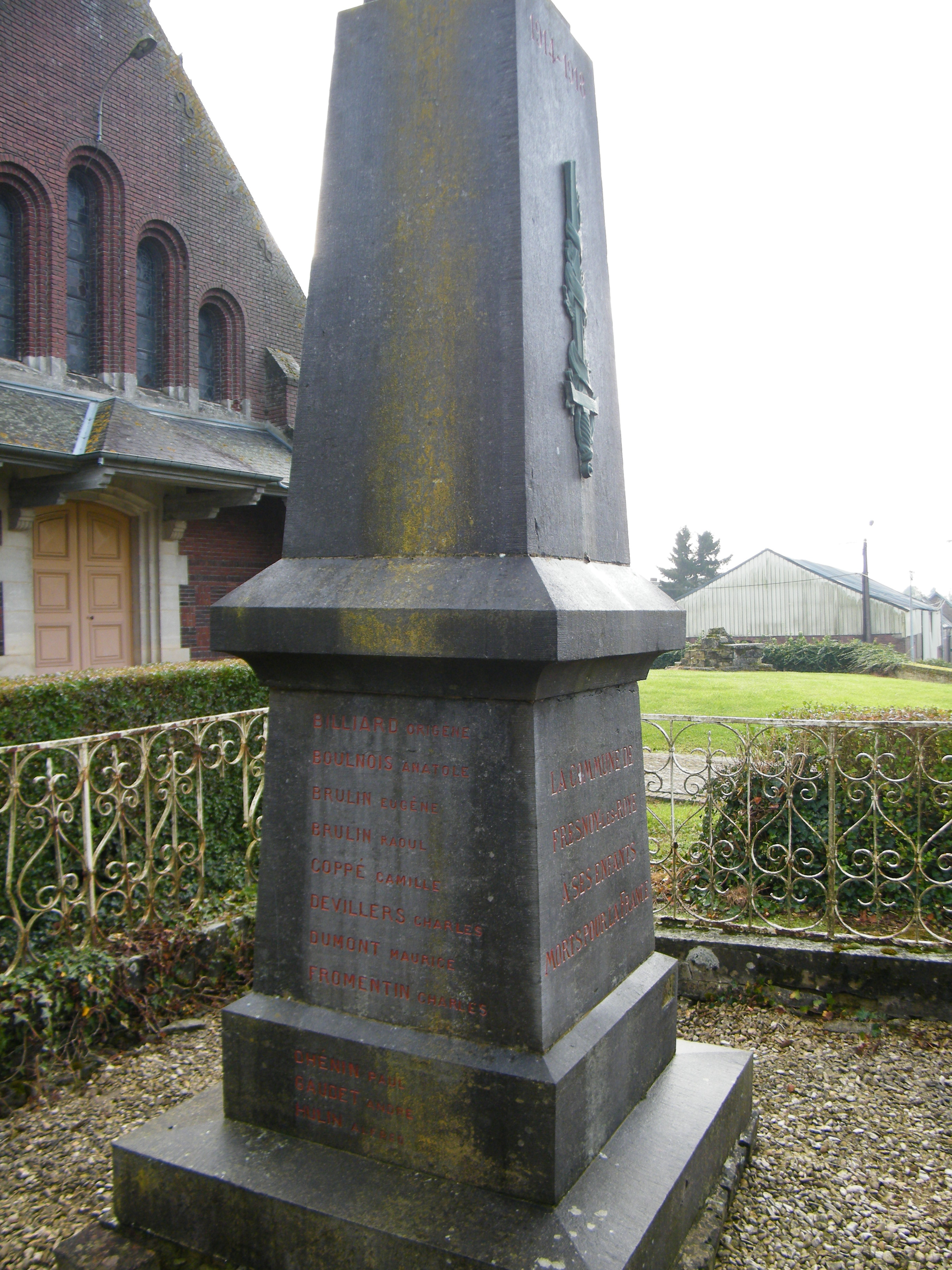

El següent diagrama mostra les poblacions més properes.